# 木村秀朗
木村 秀朗（きむら ひであき、1985年（昭和60年）10月14日 - ）は、大相撲の十両格行司である。本名は森安 朗（もりやす あきら）。現在常盤山部屋所属（所属部屋履歴は春日野部屋→千賀ノ浦部屋→常盤山部屋）。兵庫県多可郡多可町出身。

## 略歴
- 2003年11月場所 - 初土俵。
- 2004年1月場所 - 序ノ口格として番付に初掲載。
- 2007年1月場所 - 序二段格昇進。
- 2008年1月場所 - 三段目格昇進。
- 2011年1月場所 - 幕下格昇進。
- 2025年1月場所 - 十両格昇進。